# Príbovce
Príbovce jsou obec na Slovensku v okrese Martin.

## Historie
První písemná zmínka o obci pochází z roku 1230. V obci se nachází římskokatolický gotický kostel svatého Šimona a Judy ze 14. století a baroko-klasicistní evangelický kostel z roku 1829.

### Osobnosti
- Juan Čobrda – luterský biskup

## Geografie
Obec se nachází v nadmořské výšce 420 metrů a rozkládá se na ploše 5,971 km². K 31. prosinci roku 2017 žilo v obci 1 088 obyvatel.